# Anton Panteleimonowitsch Komar
Anton Panteleimonowitsch Komar (russisch Антон Пантелеймонович Комар; * 30. Januarjul. / 12. Februar 1904greg. in Beresna; † 14. März 1985) war ein ukrainisch-russischer Physiker und Hochschullehrer.

## Leben
Der Bauernsohn Komar trat 1917 in das Gymnasium in Bila Zerkwa ein, das nach der Oktoberrevolution eine Arbeiterschule wurde. Ab 1920 arbeitete er im physikalischen Kabinett des Mechanik-Technikums Bila Zerkwa und wurde Optik-Meister für optische Geräte. 1924 begann er auf Empfehlung des Gewerkschaftssowjets des Gouvernements Kiew das Studium an der mechanischen Fakultät des Kiewer Polytechnischen Instituts. Bereits vor dem Studienabschluss wurde er 1929 öffentlich zum Aspiranten für Physik bestimmt.
Ab 1930 arbeitete Komar in Leningrad als Aspirant im Physikalisch-Technischen Instituts (FTI) der Akademie der Wissenschaften der UdSSR (AN-SSSR, seit 1991 Russische Akademie der Wissenschaften (RAN)). 1933 wurde er Leiter der Abteilung für Phasenumwandlungen des 1931 als Filiale des FTI gegründeten Instituts für Metalle der Ural-Abteilung der AN-SSSR in Swerdlowsk. 1935 wurde er ohne Verteidigung einer Dissertation zum Kandidaten der physikalisch-mathematischen Wissenschaften promoviert. 1937 gründete er an der Ural-Universität in Swerdlowsk den Lehrstuhl für Kristallstrukturanalyse, den er bis 1947 leitete, und das Röntgen-Laboratorium. Komar lieferte grundlegende Beiträge zur Kernphysik, zur Methodik und Technik der kernphysikalischen Experimente und zur Physik der Metalle und Ferrite. 1943 verteidigte er seine Doktor-Dissertation. 1946 setzte er das erste Betatron in der UdSSR in Betrieb.
1948 wurde Komar zum Vollmitglied der Akademie der Ukrainischen Sozialistischen Sowjetrepublik gewählt. Gleichzeitig wurde er als Vizedirektor zum  Lebedew-Institut für Physik in Moskau versetzt. Dort beteiligte er sich zusammen mit Wladimir Iossifowitsch Weksler an der Entwicklung von Elektronenbeschleunigern.
1950 kehrte Komar als Direktor in das Leningrader FTI zurück und leitete es bis 1957. Sein Nachfolger war Boris Pawlowitsch Konstantinow. 1951 wurde Komar Lehrstuhlleiter im Leningrader Polytechnischen Instituts (LPI) und blieb es bis 1969. Seine Untersuchungen des Kernphotoeffekts trugen wesentlich zum Verständnis der Wechselwirkungsmechanismen der Gammastrahlung und Atomkerne bei.
1963 wurde Komar Leiter des 1956 als Filiale des FTI in Gattschina gegründeten Laboratoriums für Kernphysik, das 1971 das eigenständige Institut für Kernphysik der AN-SSSR wurde. 1976 musste er die Leitung aufgrund seiner schweren Erkrankung aufgeben. Er war Autor einer Vielzahl von Veröffentlichungen.

## Ehrungen, Preise
- Stalinpreis (1951)
- Ehrenzeichen der Sowjetunion